# Aglaonice (astronoom)
Aglaonice (Aglaonike) of Aganice van Thessaly (Oudgrieks: Ἀγλαονίκη, Aglaoníkē) was een Griekse astronome van de 2de of 1ste eeuw v.Chr. Ze komt ook voor in de werken van Plutarchus en in de scholia naar Apollonius Rhodius als een vrouwelijke astronome en als de dochter van Hegetor (of Hegemon) van Thessalië. Ze werd beschouwd als een tovenares vanwege haar vermogen "de maan uit de lucht te laten verdwijnen". Dat betekent dat ze de tijd en het algemene gebied kon voorspellen waar een maansverduistering zou plaatsvinden.
Een Grieks spreekwoord verwijst naar de vermeende opschepperij van Aglaonice:

Ja, zoals de maan Aglaonice gehoorzaamt

Dit citaat was ook van Aglaonice:

Ik trek de maan naar me toe en de hemel wordt donker.

 Een aantal vrouwelijke astrologen, kennelijk beschouwd als tovenaressen, werden geassocieerd met Aglaonice. Ze stonden bekend als de "heksen van Thessalië" en waren actief vanaf de 3e tot de 1e eeuw voor Christus.
In Plato's Gorgias spreekt Socrates over "de Thessalische tovenaars, die, zoals ze zeggen, de maan vanuit de hemel neerhalen met het risico van hun eigen verderf."
Plutarchus schreef dat Aglaonice "grondig bekend was met de perioden van de volle maan wanneer deze onderhevig was aan verduistering" en dat ze vooraf wist "wanneer de maan zou worden ingehaald door de schaduw van de aarde". Bovendien zei Aglaonica dat ze de maan naar beneden trok.
Een van de kraters op Venus is vernoemd naar Aglaonice. Als "Aglaonice", is ze een personage in de Jean Cocteau-film Orpheus, waar ze een vriend is van Eurydice en leider van de League of Women. Aglaonice is een prominent figuur op het installatiestuk van Judy Chicago's installatie The Dinner Party, dat wordt voorgesteld als een van de 999 namen op de 'Heritage-vloer'.